# Scopello
Scopello (Scopél in piemontese; Skuppil in walser), in Valsesia, è un comune italiano di 381 abitanti della provincia di Vercelli in Piemonte, noto anche per la località sciistica dell'Alpe di Mera.

## Geografia fisica
Scopello è un piccolo paese del Piemonte situato nella parte nord-occidentale della provincia di Vercelli, nella Valsesia settentrionale. Il territorio comunale di Scopello presenta delle variazioni di altitudine molto accentuate: il fondovalle è posto a circa 660 metri di quota ed è qui che si concentra l'abitato, lungo il fiume Sesia. Mentre i punti più alti sono rappresentati dai centri abitati di Frasso e Alpe di Mera nonché dalle molteplici cime che corniciano la valle.

Sulla sinistra idrografica della vallata si trova la Comba di Frasso, un selvaggio vallone che confina con la Val Sermenza e culmina con la Cima delle Balme (1.930 m) e il Monte Ventolaro (1.836 m).
Sulla destra della Sesia il comune si suddivide in due lembi: il primo comprende la frazione Chioso e si spinge verso sud-est arrivando a toccare i 1.925 metri in corrispondenza del Badile.
La porzione sud-occidentale del territorio, che culmina invece con la Cima dell'Ometto (1.911) e il Monte Camparient (1.741 m), comprende l'Alpe di Mera e la Bocchetta della Boscarola.
A sud dello spartiacque Sesia-Sessera un lembo del comune scende in Valsessera fino al Torrente Dolca, il quale segna il confine con una frazione montana del comune biellese di Valle San Nicolao.

## Origini del nome
Il nome Scopello deriva dal vocabolo latino scopa, a indicare la pianta i cui rami erano utilizzati per scopare.

## Storia
Non sono mai state recuperate notizie relative ai primi insediamenti nella zona: il nome Scopello appare per la prima volta nel XIII secolo nel documento, datato 1217, di ratifica della sottomissione dei valsesiani al comune di Vercelli.
Più avanti, dal XVIII secolo, il nome Scopello verrà associato a una celebre fonderia installata in Val Barbina con il benestare di re Carlo Emanuele III. Da questo stabilimento siderurgico, che portava la scritta Fondine di S.M., uscì il materiale (rame, oro, ferro e nichel) che servì per coniare le monete dei Savoia, rivestire gli scafi delle navi napoleoniche e vi vennero inoltre forgiate le palle di ferro per i cannoni che Napoleone usò nella guerra franco–prussiana.

### Simboli
Lo stemma e il gonfalone del comune di Scopello sono stati concessi con decreto del presidente della Repubblica del 22 settembre 1963.
Il gonfalone municipale è un drappo di azzurro riccamente ornato di ricami d’argento e caricato dello stemma sopra descritto con l’iscrizione centrata in argento: Comune di Scopello.

## Monumenti e luoghi d'interesse

### Alpe di Mera
In passato Alpe di Mera era un ricco alpeggio utilizzato, sin dal medioevo, per il pascolo estivo del bestiame; nel XII e XIII secolo appartenne ai Conti di Biandrate. Oggi, anche per via del suo piccolo comprensorio sciistico, è una nota località turistica situata nel comune di Scopello ad un'altitudine compresa tra i 1500 e i 1700 metri sul livello del mare.
Mera è raggiungibile attraverso una strada, praticabile anche d'inverno e prolungata nel 2006 fino all'inizio del centro abitato (in inverno la strada termina ai 1200 metri dell'Alpe Trogo), e tramite una seggiovia che la collega a Scopello in 20 minuti circa.
Fontana della matematica
Inaugurata nel 1978, fu la terza opera dello scultore Simone Ainoldi (detto Aina). Richiese, tra progettazione, reperimento dei materiali e scultura, 4 anni di lavori. 

## Società

### Evoluzione demografica
Abitanti censiti

## Cultura

### Eventi e manifestazioni
- Festa di Mera: il 5 agosto l'oratorio della Madonna Nera di Mera festeggia la festa della Madonna della Neve. Residenti e villeggianti si ritrovano per mangiare sui prati il piatto tipico rappresentato dai “caponeit” (gustosi involtini di foglia di rabarbaro selvatico che racchiudono un cuore di erbe miste, insaporite da un tocco di salume valsesiano)[11].
- Festa patronale: il 15 agosto è la festa patronale di Scopello. Per l’occasione le donne del paese indossano dei costumi e sfilano per le vie del paese insieme alla statua della Madonna, realizzata dallo scultore Pier Celestino Gilardi di Campertogno[11].
- La Fiera di San Michele: l'ultima domenica di settembre gli allevatori della zona portano i loro armenti in un'area vicino alla rive del Sesia, dove sono in vendita anche prodotti caseari e gastronomici. In questa giornata i cuochi della Pro Loco preparano il tradizionale minestrone con la trippa sul fuoco a legna[11].

## Economia
L’economia di Scopello è ancora legata alle tipiche attività rurali: è, pertanto, praticato l’allevamento di bovini, caprini ed equini. Mentre l’industria è limitata solo a qualche piccola impresa edile, delle confezioni e della lavorazione del legno.

## Amministrazione

### Gemellaggi
Il 20 maggio 2012 è stato siglato un patto di amicizia con la città di Busto Arsizio.

## Galleria d'immagini

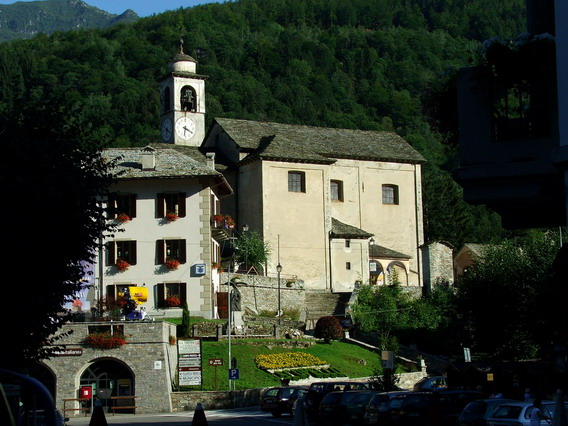
La chiesa parrocchiale
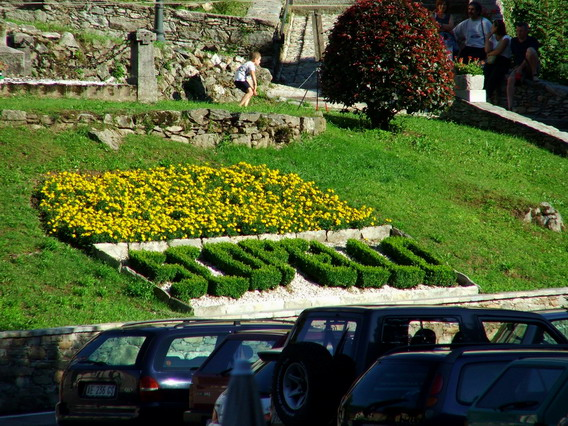
Aiuola con il nome del comune, posta sotto alla chiesa parrocchiale
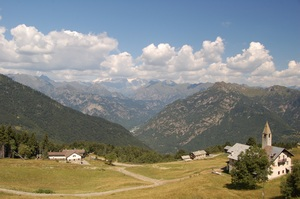
L'Alpe di Mera